# Guido Carlo Gatti
Guido Carlo Gatti (Gubbio, 29 aprile 1938 – Varese, 3 settembre 2024) è stato un cestista italiano.

## Biografia
Guido Carlo Gatti nasce a Gubbio da Vittorio Gatti, un imprenditore e discendente nobile umbro, e Maria Fedora, anche conosciuta come Mimmola.
Frequenta il liceo classico e successivamente si dedica alla carriera sportiva. 
Terminata questa, si occuperà di gestire l'azienda vestiaria fondata dal padre, la quale si occupava di marchi oggi molto conosciuti quali Armani, Versace e Moschino.
L'azienda forniva lavoro ad una quantità esigua di dipendenti.
In seguito l'azienda fallì a causa del costo di manodopera ritenuto troppo elevato dai colossi della moda e Carlo si ritroverà a spostarsi con la famiglia in più parti del centro-nord Italia menzionando Pesaro e Varese.
Intorno alla metà degli anni novanta aprirà assieme alla moglie Giovanna Bulgheroni, cugina dell'imprenditore Toto Bulgheroni, l'agriturismo La Casolare nel mezzo della campagna toscana. 
In seguito il casolare è stato venduto e la famiglia si è trasferita nella provincia di Varese.

## Carriera
Dotato di ottima elevazione e veloce nella corsa, si è dedicato in gioventù al salto in alto con buoni risultati.
Sedicenne, alto 192 cm,  ha cominciato a giocare nelle giovanili della Libertas Perugia ed è stato impostato come ala, ruolo che ha mantenuto per tutta la sua carriera agonistica. Diciottenne, dopo essere stato scartato in un provino dal Simmenthal nel novembre 1956, si è trasferito a Torino disputando il campionato di Serie B 1956-57. Dietro sollecitazioni di Jim McGregor, suo estimatore, si tesserò per il Gira Bologna, debuttando in serie A nella stagione 1957-58 per poi essere riconfermato nella stagione successiva. Dalla stagione 1959-60 in forza alla Pallacanestro Varese di cui fu il capitano. Nell'Ignis ha disputato 5 stagioni agonistiche vincendo lo scudetto nel 1960-61 e 1963-64 e perdendo nello spareggio del 1961-62. Dal campionato 1964-65 a quello 1968-69 ha giocato nell'All'Onestà, rivestendo anche il ruolo di capitano. Con le sue spettacolari schiacciate e le sue giocate acrobatiche ha infiammato i cuori dei tifosi milanesi. Con la Pallacanestro Milano ha disputato 128 gare e segnato 1982 punti, con una media di 15 punti a partita. Infine con l'Italia ha disputato i Campionati mondiali del 1963, i Campionati europei del 1965 e i Giochi olimpici di Città del Messico 1968. In nazionale ha giocato 77 partite segnando 373 punti.

## Vita privata
Carlo ha due figli, Emanuela ed Alessandro, quest'ultimo imprenditore.

## Palmarès
- Campionato italiano: 2

Pall. Varese: 1960-61, 1963-64